# Rebelión miao (1854-1873)
La rebelión miao (en chino tradicional, 苗族起義) fue un levantamiento del grupo étnico miao en la provincia de Guizhou, ocurrió durante el reinado de la dinastía Qing. El levantamiento fue precedido por las otras rebeliones Miao en 1735-1736 y 1795-1806 y fue uno de los diversos levantamientos que barrió China en el siglo XIX. La rebelión se extendió por los periodos de la dinastía Qing Xianfeng y Tongzhi, y finalmente fue suprimida con la fuerza militar. Las estimaciones indican que hubo 4.9 millones de muertos.
La rebelión surgió de una multitud de quejas, incluyendo las tensiones étnicas con los chinos Han, la mala administración, la pobreza extrema y creciente competencia por la tierra cultivable. La erupción de la Rebelión Taiping llevó al gobierno de la dinastía Qing a tomar la medida de aumentar los impuestos y, retiró al mismo tiempo las tropas de la región, permitiendo así una rebelión desarrollada.
El término "Miao" no significa sólo los antecedentes de la minoría nacional Miao de hoy; es un término mucho más general, que habría sido utilizado por los chinos para describir varias tribus aborígenes de la montaña Guizhou y otras provincias del sudoeste de China. Consistía en un 40-60% de la población de la provincia.